# Gérard Leseul
Gérard Leseul, né le 15 août 1960 au Mesnil-Esnard (Seine-Maritime), est un homme politique français. 
Membre du Parti socialiste, il est élu député dans la 5e circonscription de la Seine-Maritime lors d'une élection législative partielle en 2020, puis est réélu en 2022 ainsi qu'en 2024

## Biographie
Né au Mesnil-Esnard, il est élu député de la cinquième circonscription de la Seine-Maritime le 27 septembre 2020. Il rejoint le groupe socialiste et apparentés.
Il entame sa carrière professionnelle en tant que professeur remplaçant dans les collèges. Il a aussi été professeur associé en éco-gestion à la Faculté de Lettres à l'Université de Rouen de 1994 jusqu'à son élection à l'Assemblée Nationale. La première expérience politique de Gérard Leseul se déroule en 1985, dans le cabinet ministériel de Jean-Marie Bockel, secrétaire d’État puis ministre du Commerce de l’artisanat et du tourisme dans le gouvernement de Laurent Fabius. Il est d’abord stagiaire puis devient attaché de presse dans son cabinet. Il deviendra plus tard son collaborateur parlementaire puis celui de Jean Beaufils,.
Après ce passage par la politique, il se dirige vers le monde de l'entreprise en devenant patron d'une PME dans le domaine de l'imprimerie. Il commence ensuite une carrière au Crédit mutuel, chargé des affaires publiques et de la RSE où il est chargé de la promotion et de la défense des intérêts des coopératives. Dans ce cadre, il devient vice-président du Mouvement coopératif français.

## Mandat parlementaire
Le 17 juin 2020, Christophe Bouillon, qui était député de la 5e circonscription de la Seine-Maritime depuis 2001, démissionne de son poste pour devenir maire de Barentin. Son suppléant, Bastien Coriton, n'est resté député que 3 jours avant de démissionner à son tour pour rester maire de Rives-en-Seine, ce qui déclenche des élections législatives partielles.
Gérard Leseul a été élu au deuxième tour face au candidat du Rassemblement national avec 71,61 % des voix exprimées.
Le 19 juin 2022, il est réélu au deuxième tour face au candidat du Rassemblement national sous la bannière du Parti Socialiste avec 55,81 % des voix exprimées,.
Lors de la dissolution, prononcée le 9 juin 2024 par le Président de la République, Gérard Leseul est à nouveau candidat.
Il est une nouvelle fois réélu au second tour des élections législatives face au candidat du Rassemblement nationale avec 51,68 % des voix exprimées.

## Travail parlementaire
Il est rapporteur de la commission d'enquête chargée d'« identifier les facteurs qui ont conduit à la chute de la part industrielle dans le PIB de la France et de définir les moyens à mettre en œuvre pour relocaliser l'industrie et notamment celle du médicament »,,. Les conclusions de la commission sont publiées dans un rapport le 19 janvier 2022,.
En décembre 2021, sa proposition de loi visant à augmenter le salaire minimum interprofessionnel de croissance (SMIC) de 15 % minimum et à organiser une conférence nationale sur les salaires, est rejetée par l'Assemblée nationale. Soutenue par les autres groupes de gauche, elle se heurte à l'opposition du gouvernement et de la majorité.
En 2021, il recommande en tant que rapporteur d'une mission flash de l'Assemblée nationale sur les masques à usage unique avec Danielle Brulebois, la réutilisation des masques et la mise en place d'une filière de retraitement des masques usagés.
Le 12 octobre 2022, il présente avec Bruno Millienne, député des Yvelines, les conclusions d'un rapport sur les mesures d'accompagnement à la mise en œuvre des Zones à Faibles Émissions mobilités,. Dans ce rapport, ils indiquent la nécessité de revoir le système des ZFE en profondeur, via une refonte du système des vignettes Crit-Air. Ils proposent d’accompagner plus les ménages les plus modestes et les habitants des communes rurales et périurbaines dans ces transformations de mode de circulation ou encore de mettre en place un carnet d'usage avec un nombre défini d'autorisations pour tous les véhicules,,. Il s’oppose, par exemple, à l’interdiction d’entrée dans la ZFE de Rouen pour les véhicules de Crit’Air 3, qui « représentent quasiment entre 1/4 et 1/3 des voitures » car cela « serait socialement extrêmement compliqué ».
En février 2022, il porte la proposition de loi pour la création d’un Défenseur de l’environnement. La proposition tient à inscrire dans la Constitution une nouvelle autorité constitutionnelle indépendante, dont le rôle sera de veiller « à la préservation de l’environnement et des biens communs planétaires par les administrations de l’État, les collectivités territoriales, les établissements publics ». Ce projet est très brièvement présentée en commission des lois puis rejetée par celle-ci le 1er février,.[pertinence contestée]
En janvier 2023, il est nommé coprésident du Groupe d'études sur l'Économie Sociale et Solidaire et la Responsabilité Sociétale des Entreprises de l'Assemblée nationale avec Astrid Panosyan Bouvet.
En Juillet 2023, dans une interview pour libération, Gérard Leseul s’oppose au projet de loi du gouvernement proposant la fusion entre l’ASN et l’IRSN. Il exprime qu’ « il faut qu’on puisse nous convaincre du bien-fondé du projet  Il est légitime de se poser la question de l’organisation de notre sûreté nucléaire alors que le gouvernement table sur une relance de cette technologie, encore faut-il que le Parlement ait toutes les informations permettant d’apprécier le sujet avant de prendre une décision. » Il déplore notamment « le manque d’explications fournies par la majorité sur les raisons de cette réforme. » et le fait que « Le gouvernement suit sa ligne sans respecter le dialogue avec les partenaires, au risque de crisper le débat. »,
En mars 2024, il porte le sujet des conditions de détention des détenus de Rouen, et la question d’une rénovation de ses lieux et de « mobiliser l'ensemble des élus de la métropole, des parlementaires, pour faire une pression forte auprès du ministère pour avoir des décisions pour permettre le règlement. Alors soit on construit une nouvelle prison, soit on refait celle ci, mais on met enfin des conditions acceptables de détention. » L’Etat pourrait débloquer 3,5 millions d’euros pour ces travaux, somme estimée insuffisante pour les élus locaux.
Gérard Leseul est co rapporteur de la mission flash sur le verdissement des flottes automobiles avec le député des Deux-Sèvres Jean-Marie Fiévet.  Le 18 décembre 2024, les deux députés ont présenté leur rapport devant la commission du développement durable et de l'aménagement du territoire.